# 浅草ジャズコンテスト
浅草ジャズコンテスト（あさくさジャズコンテスト、1979年 - ）は、公益財団法人台東区芸術文化財団が主催する日本で最も歴史のあるプロアマ年齢不問のジャズの音楽コンテスト。全国から予選を勝ち抜いたジャズミュージシャン10組が東京に集い、腕を競い合う場として知られている。毎年冬に浅草公会堂で開催されこれまでに多数のジャズミュージシャンを輩出している。主に若手の演奏家の登竜門として位置付けられている。

## 実施・部門
- ボーカル部門：ソロまたはグループ（2～5名）
- バンド部門：インストゥルメンタルのみで2～8名のコンボスタイルから20名程度のフルバンドが出場可能。
- ソリスト部門：2011年に廃止となり、現在は本選に出場した全てのプレイヤーの中から最も優れた個人を選び「ベストプレイヤー」として表彰する制度に変更。

## 参加人数
部門によって異なる。300〜400名。ボーカル・楽器人口に比例する。

## 参加資格
プロアマ年齢国籍不問。

## 審査員
主に各部門10名前後で構成される。年度によってゲスト審査員（ゲスト演奏）を招聘している。これまで審査委員長に前田憲男、内堀勝などが歴任。

## 本選
各部門の予選を通過した8組前後による本選が行われ、各賞が決定される。演奏曲は1曲（制限時間はボーカル部門：5分、バンド部門：6分）。

## 本選入賞者
各部門における本選入賞者は、表彰式において表彰状と受賞者の名前プレート入りの盾、賞金を授与される。
また、各部門の最高位入賞者は翌年夏に上野恩賜公園で開催される「UENO JAZZ INN」において、ゲスト出演する。
「ボーカル部門本選」「バンド部門本選」「表彰式」を以て、本コンテストが終了する。

## 表彰について
2023年度の開催要項では以下の通りとなっている。
- グランプリ：ボーカル部門20万円、バンド部門30万円
- 金賞：ボーカル部門10万円、バンド部門20万円
- 銀賞：ボーカル部門5万円、バンド部門10万円
- ベストプレーヤー賞：3万円
- 審査委員特別賞：3万円
- 浅草ジャズ賞：3万円